# Plectrone detanii
Plectrone detanii är en skalbaggsart som beskrevs av Jakl och Krajcik 2004. Plectrone detanii ingår i släktet Plectrone och familjen Cetoniidae. Inga underarter finns listade i Catalogue of Life.